# Pedro de Prades
Pedro de Prades o de Entenza (1352 - Sicilia, 1395), IV barón de Entenza.
Hijo del conde Juan de Prades y de su mujer Sança Eiximenis de Arenós. Era nieto por parte paterna del conde Pedro I de Ampurias.
De su matrimonio el 1385 con Juana de Cabrera, hija del conde de Osona Bernardo III de Cabrera y de Margarita de Castellbó, tuvieron:
- Margarita de Prades (1387/1388-1429), casada en 1409 con Martín el Humano, conde de Barcelona y rey de Aragón.
- Juana de Prades (ca. 1392-1441), condesa de Prades, casada con el conde de Cardona Juan Ramón II de Cardona.
- Timbor de Prades (?- después de 1408), religiosa en Valldemosa.
- Isabel de Prades (?-1403), muerta sin descendencia.
- Leonor de Prades (ca. 1392- después de 1422), casada con Francisco de Villanova.